# Balletto Reale Danese
Il Balletto Reale Danese è una compagnia di balletto classico di fama internazionale, con sede al Teatro Reale Danese  di Kongens Nytorv, Copenaghen, in Danimarca. È una delle più antiche compagnie di balletto al mondo e ha origine dal 1748, quando fu fondato il Teatro Reale Danese. Fu infine organizzato nel 1771 in risposta alla grande popolarità degli stili di danza francesi e italiani. La compagnia fu fondata con l'apertura del Teatro Reale Danese, che da allora è stato la sua sede. La scuola del Balletto Reale Danese fu fondata nel 1771 sotto il maestro di danza francese Pierre Laurent (1730-1807), poi fu sviluppata da Vincenzo Galeotti e August Bournonville fondò la sua metodologia per la scuola.

## Storia

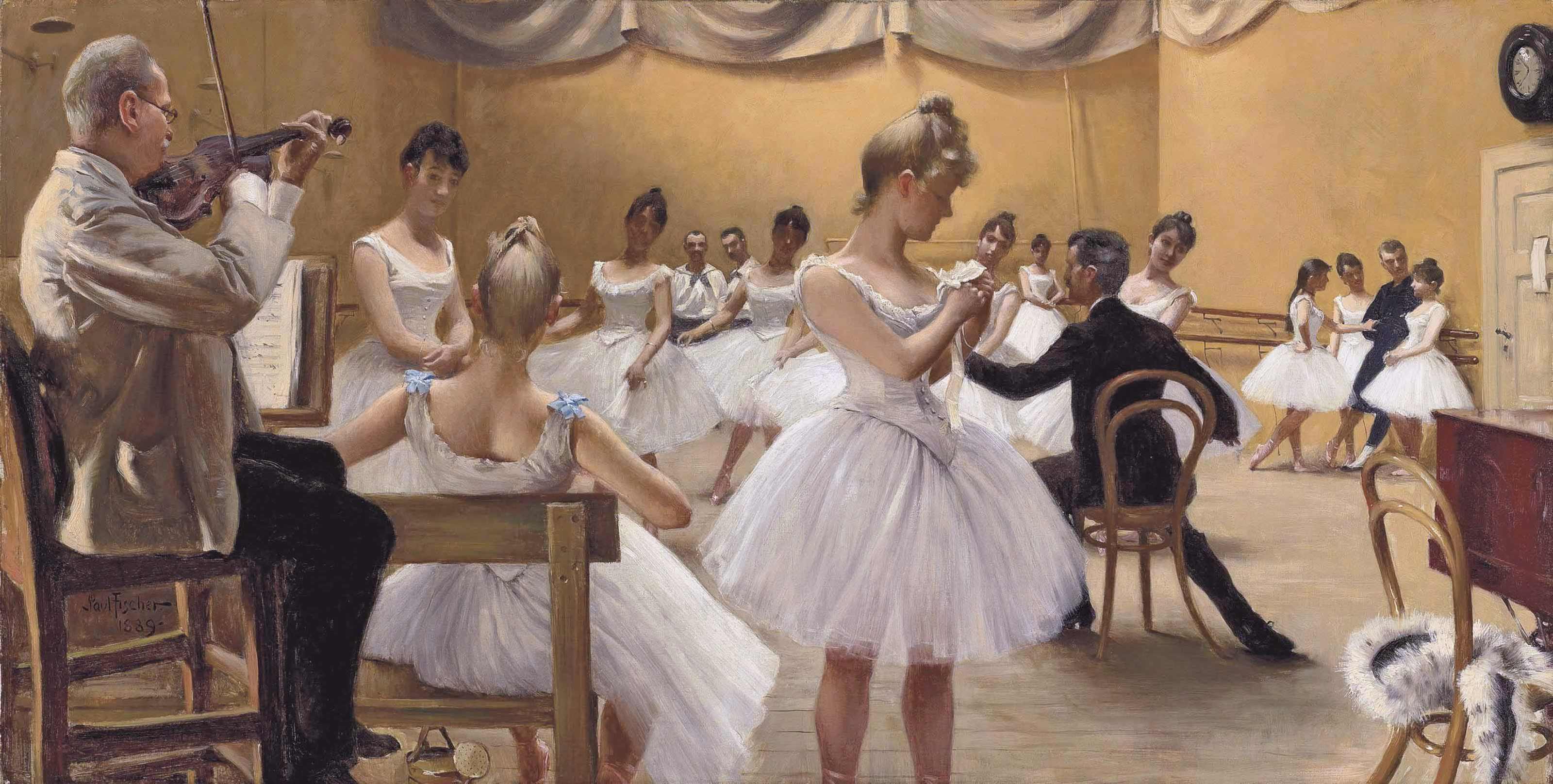
Il Teatro Reale Danese, Scuola del Balletto Reale Danese, Copenaghen. Il quadro mostra il violinista Busch, la ballerina Charlotte Weihe (in primo piano in piedi) e il maestro di danza Emil Hansen, seduto a destra. (Paul Gustave Fischer, 1889)

Fin dall'inizio, il Balletto Reale Danese ha assunto alcuni dei principali ballerini e coreografi francesi e italiani. Nel giro di pochi anni dalla sua fondazione, nel 1771, fu istituita la Scuola del Teatro Reale Danese o Scuola del Balletto Reale Danese per fornire ballerini nativi, tra cui uno dei primi fu Anine Frølich. Uno dei suoi primi maestri, Vincenzo Galeotti, è considerato il vero fondatore della compagnia. Fu maestro della compagnia dal 1775 al 1816, vi introdusse il ballet d'action e la preparò per l'avvento del balletto romantico. A Galeotti è attribuita la coreografia Amors og Balletmesterens Luner (I capricci di Cupido e del maestro di ballo), che fa ancora parte del repertorio della compagnia ed è il balletto più antico del mondo ancora eseguito con la coreografia quasi originale.
Un altro grande maestro della compagnia è stato il danzatore danese August Bournonville. Durante il mezzo secolo in cui Bournonville ha guidato la compagnia (1828-1879), ha creato una cinquantina di balletti, di cui circa una dozzina fanno ancora parte del repertorio. Le opere sono molto influenzate dalla scuola di danza francese, dal momento che Bournonville aveva studiato a Parigi, e prevedono ruoli chiave per i ballerini, indubbiamente da lui composti pensando a se stesso. Dopo la sua morte, uno dei suoi successori, Hans Beck, ha usato i passi fondamentali che aveva imparato nelle lezioni di Bournonville per insegnare ai ballerini contemporanei la tradizione del vecchio maestro.
Il terzo grande periodo del Balletto Reale Danese è iniziato nel 1932, quando Harald Lander ha preso il timone della compagnia. Formatosi negli Stati Uniti e in Unione Sovietica, adattò i balletti tradizionali e coreografò opere originali. Incoraggiò i coreografi locali, che continuarono a creare opere importanti con consensi internazionali. Tra questi c'era Børge Ralov, che nel 1934 ha coreografato il primo balletto danese moderno, La vedova nello specchio. Ha anche insegnato a importanti ballerini internazionali, tra cui Erik Bruhn.
Un importante direttore della compagnia fu Henning Kronstam (1978-1982), che diresse il Bournonville Festival del 1979.
Nella seconda metà del XX secolo, il Balletto Reale Danese subì un'altra trasformazione, con molti coreografi di fama internazionale, tra cui George Balanchine, incaricato di lavorarvi. Sebbene le opere moderne assumessero un'importanza sempre maggiore nel repertorio, il Balletto continuò a rimanere fedele alle sue radici classiche, guadagnando la reputazione di uno dei migliori corpi di ballo del mondo, comprendendo talenti stranieri e nativi.
Nel 2007 fu annunciata la nomina del ballerino principale del New York City Ballet Nikolaj Hübbe.

## Direttori artistici

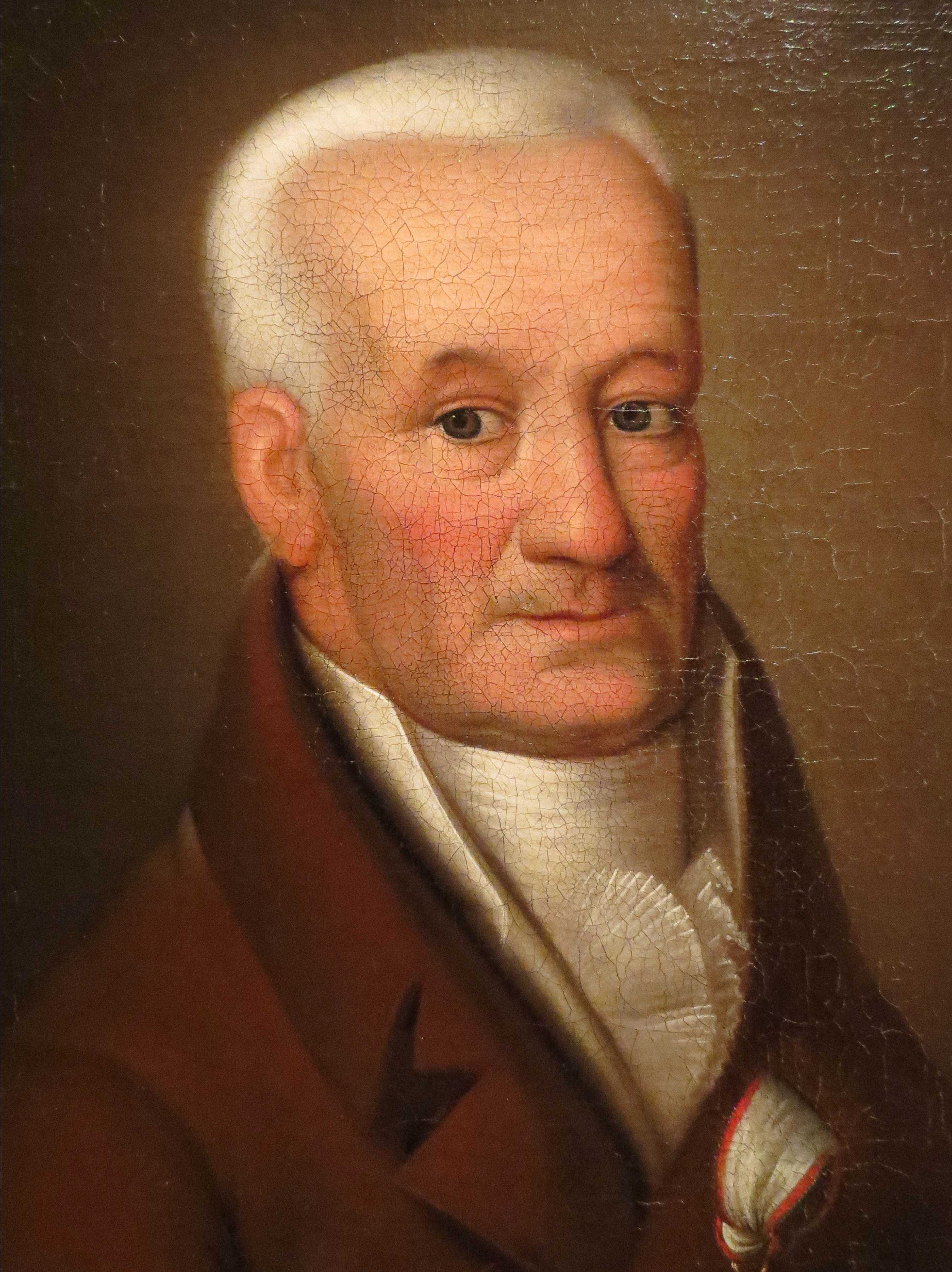
Vincenzo Galeotti

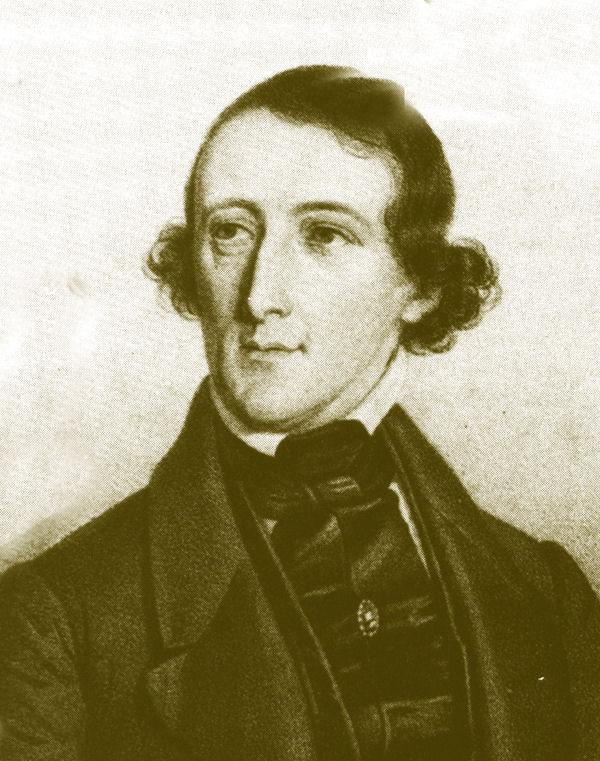
August Bournonville in 1841.

- 1748–1753 Des Larches
- 1755–1756 Neudin
- 1756–1763 Antonio Como
- 1763–1767 Antonio Sacco
- 1767–1768 Jean Baptiste Martin
- 1768–1770 Innocente Gambuzzi
- 1770–1771 Martini
- 1771–1772 Vincenzo Piatolli
- 1772–1773 Domenico Andriani
- 1773–1775 Vincenzo Piatolli
- 1775–1816 Vincenzo Galeotti
- 1816–1823 Antoine Bournonville
- 1823–1830 Pierre Larcher
- 1830–1877 August Bournonville
- 1877–1890 Ludvig Gade
- 1890–1894 Emil Hansen
- 1894–1915 Hans Beck
- 1915–1928 Gustav Uhlendorff
- 1928–1930 Kaj Smith
- 1930–1932 Victor Schiøler
- 1932–1951 Harald Lander
- 1951–1956 Niels Bjørn Larsen
- 1956–1958 Frank Schaufuss
- 1958–1960 Henning Rohde
- 1961–1966 Niels Bjørn Larsen
- 1966–1978 Flemming Flindt
- 1978–1985 Henning Kronstam
- 1985–1994 Frank Andersen
- 1994–1995 Peter Schaufuss
- 1995–1997 Johnny Eliasen
- 1997–1999 Maina Gielgud
- 1999–2002 Aage Thordal-Christensen
- 2002–2008 Frank Andersen
- 2008–2024 Nikolaj Hübbe
- 2024– Amy Watson

## Ballerini

### Ballerini principali
- Ulrik Birkkjær
- Mads Blangstrup
- Gudrun Bojesen
- Andrew Bowman
- J'aime Crandall

- Gregory Dean
- Holly Jean Dorger
- Susanne Grinder
- Marcin Kupinski
- Alban Lendorf

- Gitte Lindstrøm
- Thomas Lund
- Jean-Lucien Massot
- Ida Praetorius
- Amy Watson

### Solisti
- Andreas Kaas
- Lesley Culver
- Diana Cuni
- Morten Eggert
- Lena-Maria Gruber
- Nicolai Hansen

- Tina Højlund
- Sebastian Kloborg
- Alexandra Lo Sardo
- Kizzy Matiakis
- Tim Matiakis

- Christina Michanek
- Femke Mølbach Slot
- Fernando Mora
- Alexander Stæger
- Jodie Thomas
- Alexander Bozinoff

### Ballerini caratteristi
- Eva Kloborg
- Mette Bødtcher
- Poul-Erik Hesselkilde
- Mogens Boesen
- Morten Eggert

### Corpo di ballo
- Esther Lee Wilkinson
- Alba Nadal
- Elisabeth Dam
- Camilla Ruelykke Holst
- Birgitta Lawrence
- Amalie Adrian
- Hilary Guswiler
- Eliabe D'Abadia
- Benjamin Buza
- Emma Håkansson

- James Clark
- Julien Roman
- Bryant Steenstra
- Stephanie Sahlgren
- Carling Talcott-Steenstra
- Tara Schaufuss
- Benita Bünger
- Astrid Elbo
- Viktoria Falck-Schmidt
- Stephanie Chen Gundorph

- Magnus Christoffersen
- Benedicte Boier
- Emma Riis-Kofoed
- Oliver Starpov
- Sarah Olivia Klitgaard
- Tobias Praetorius
- Samuel Rees
- Katerina Plachá
- Matteo Di Loreto
- Liam Redhead

- Heather Dunn
- Beila Ungar
- Ji Min Hong
- Silvia Selvini
- Anna Westerholm
- Wilma Giglio
- Caroline Betancourt
- Kaledora Fontana
- Joscelyn Dolson
- Elenora Morris

- Emerson Moose
- Damir Emric
- Samuel Zaldivar
- MacLean Hopper
- Giordana Gallo
- Marina Minoiu
- Lydia Bevan
- Alisha Brach
- Isabella Rose Carroll
- Nathan Compiano

- Mattia Santini
- Eric da Silva
- Meirambek Nazargozhayev
- Eukene Sagues
- Vitor De Menezes
- Ryan Tomash